# 国际社会主义联盟 (英国)
国际社会主义联盟（英語：International Socialist League）是英国的一个小型托洛茨基主义组织。该组织成立于1987年—1988年间，分裂自工人革命党 (工人新闻)。该组织的创始人是比尔·亨特。该组织的现任领导人是马丁·拉尔夫。该组织是国际工人联盟－第四国际的同情支部。